# Tamar (Wielka Brytania)
Tamar (korn. Tamer) – rzeka w Wielkiej Brytanii, oddzielająca hrabstwa Kornwalia i Devon.
Nad rzeką Tamar leży port Plymouth a po kornwalijskiej stronie rzeki miasto Saltash.